# Barcin (gromada)
Barcin – dawna gromada, czyli najmniejsza jednostka podziału terytorialnego Polskiej Rzeczypospolitej Ludowej w latach 1954–1972.
Gromady, z gromadzkimi radami narodowymi (GRN) jako organami władzy najniższego stopnia na wsi, funkcjonowały od reformy reorganizującej administrację wiejską przeprowadzonej jesienią 1954 do momentu ich zniesienia z dniem 1 stycznia 1973, tym samym wypierając organizację gminną w latach 1954–1972.
Gromadę Barcin z siedzibą GRN w mieście Barcinie (nie wchodzącym w jej skład) utworzono – jako jedną z 8759 gromad na obszarze Polski – w powiecie szubińskim w woj. bydgoskim, na mocy uchwały nr 24/13 WRN w Bydgoszczy z dnia 5 października 1954. W skład jednostki weszły obszary dotychczasowych gromad Barcin (Wieś), Krotoszyn i Sadłogoszcz (bez wsi Zalesie Barcińskie i osiedla Borównia) ze zniesionej gminy Barcin w tymże powiecie. Dla gromady ustalono 25 członków gromadzkiej rady narodowej.
31 grudnia 1959 do gromady Barcin włączono wsie Młodocin i Pturek oraz miejscowość Młodocinek ze zniesionej gromady Lubostroń w tymże powiecie.
31 grudnia 1961 z gromady Barcin wyłączono wieś Wapienno, włączając ją do gromady Piechcin w tymże powiecie; do gromady Barcin włączono natomiast obszar zniesionej gromady Mamlicz w tymże powiecie.
1 stycznia 1969 z gromady Barcin wyłączono grunty o powierzchni ogólnej 33,27 ha, włączając je do miasta Barcina w tymże powiecie.
1 stycznia 1972 gromadę Barcin połączono z gromadą Piechcin, tworząc z ich obszarów gromadę Barcin z siedzibą Gromadzkiej Rady Narodowej w Barcinie w tymże powiecie (de facto gromadę Piechcin zniesiono, włączając jej obszar do gromady Barcin).
Gromada przetrwała do końca 1972 roku, czyli do kolejnej reformy gminnej. 1 stycznia 1973 w powiecie szubińskim reaktywowano gminę Barcin (od 1999 gmina Barcin znajduje się w powiecie żnińskim w woj. kujawsko-pomorskim).